# بيرتوس كالدنهوفيه
بيرتوس كالدنهوفيه (بالهولندية: Bertus Caldenhove)‏ (مواليد 19 يناير 1914) هو لاعب كرة قدم. يلعب مع منتخب هولندا لكرة القدم. سبق له أن لعب في كأس العالم لكرة القدم مع منتخب بلاده.

## روابط خارجية
- بيرتوس كالدنهوفيه على موقع الاتحاد الدولي (مؤرشف)  (الإنجليزية)
- بيرتوس كالدنهوفيه على موقع قاعدة بيانات كرة القدم.إي يو (الإنجليزية)
- بيرتوس كالدنهوفيه على موقع ناشيونال فوتبول تيمز (الإنجليزية)
- بيرتوس كالدنهوفيه على موقع Soccerway.com (الإنجليزية)
- بيرتوس كالدنهوفيه على موقع عالم كرة القدم.نت (الإنجليزية)